# Antonio de Pereda

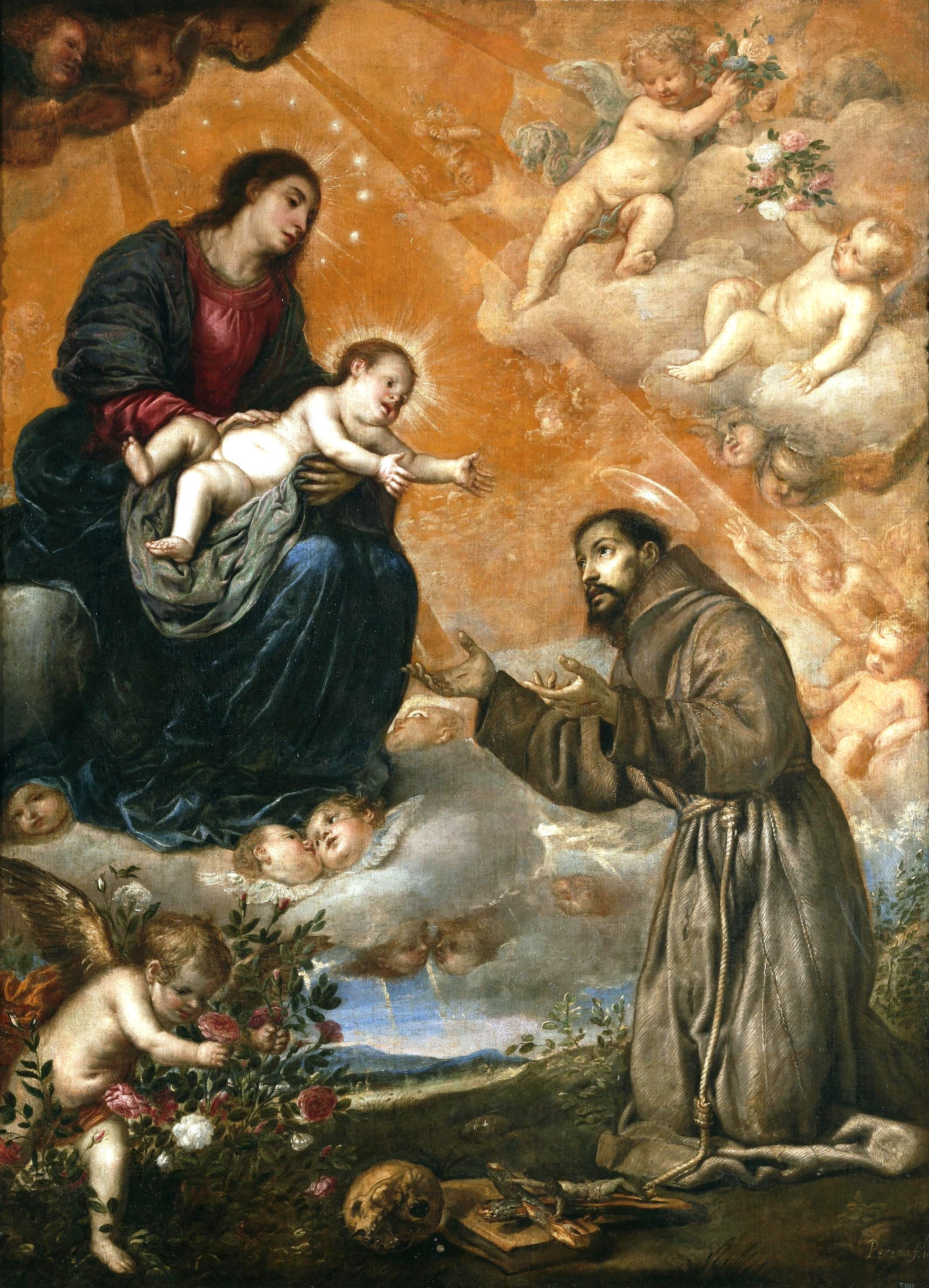
Antonio de Pereda: Vision des Hl. Franziskus von Assisi in der Portiuncula (Museo del Prado, Madrid)

Antonio Pereda (* 1611 in Valladolid; † 1678 in Madrid) war ein spanischer Maler.
Pereda wurde ausgebildet bei Pedro de las Cuevas und lernte an den Bildern venezianischer Meister im Schloss von Madrid. Er malte religiöse Gemälde, profane Geschichtsbilder und Stillleben mit großer Sorgfalt und Glanz des Kolorits.
Zu seinen Hauptwerken zählen:
- die Allegorie: Das Leben ein Traum (in der Akademie San Fernando),
- ein heiliger Hieronymus im Museum des Prado in Madrid,
- ein heiliger Ildefonso mit der Madonna im Louvre in Paris.

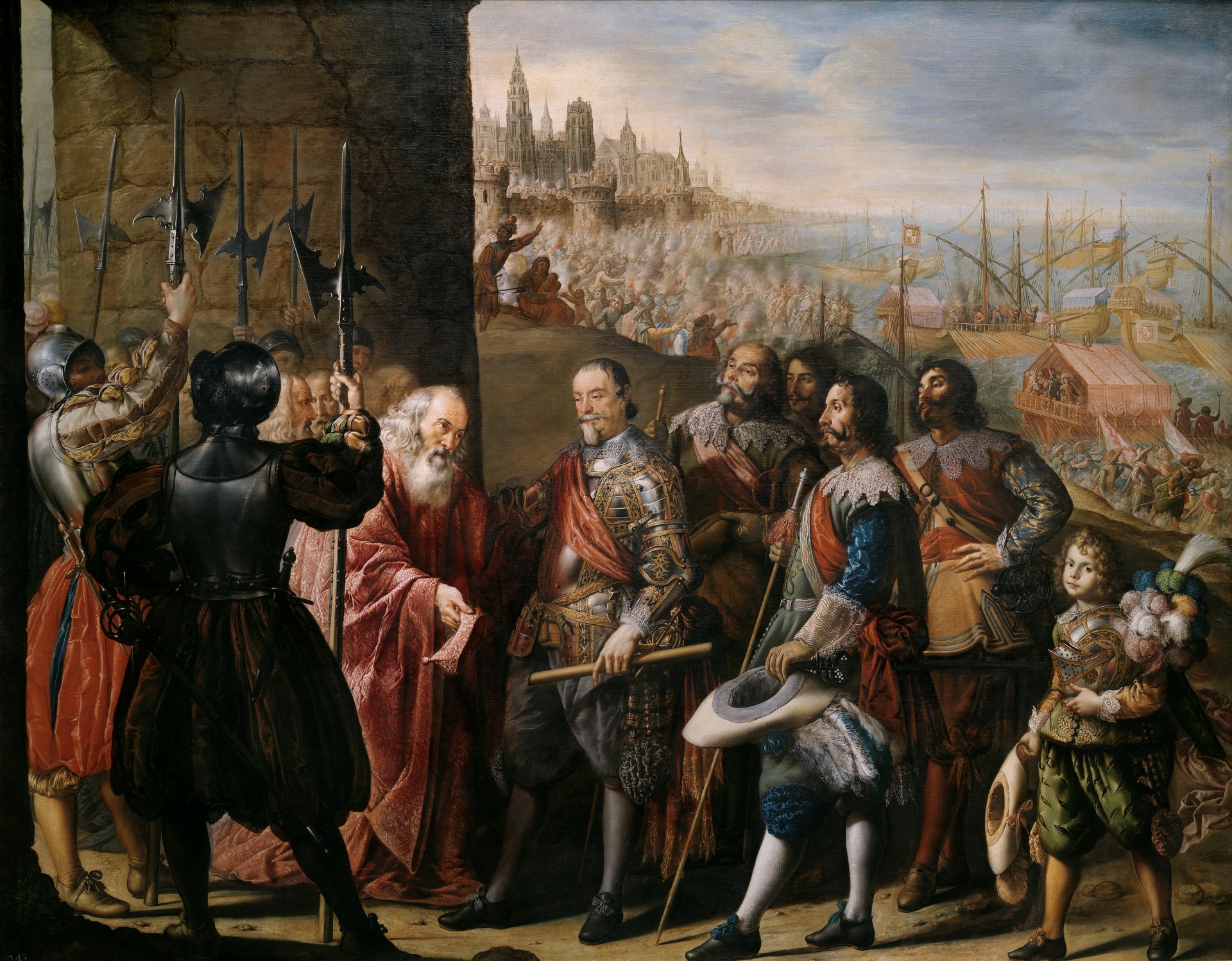
Die Entsetzung Genuas durch den Marqués de Santa Cruz (Prado, Madrid)